# Teocchius cruciatus
Teocchius cruciatus là một loài bọ cánh cứng trong họ Cerambycidae.